# Johannes B. Kerner

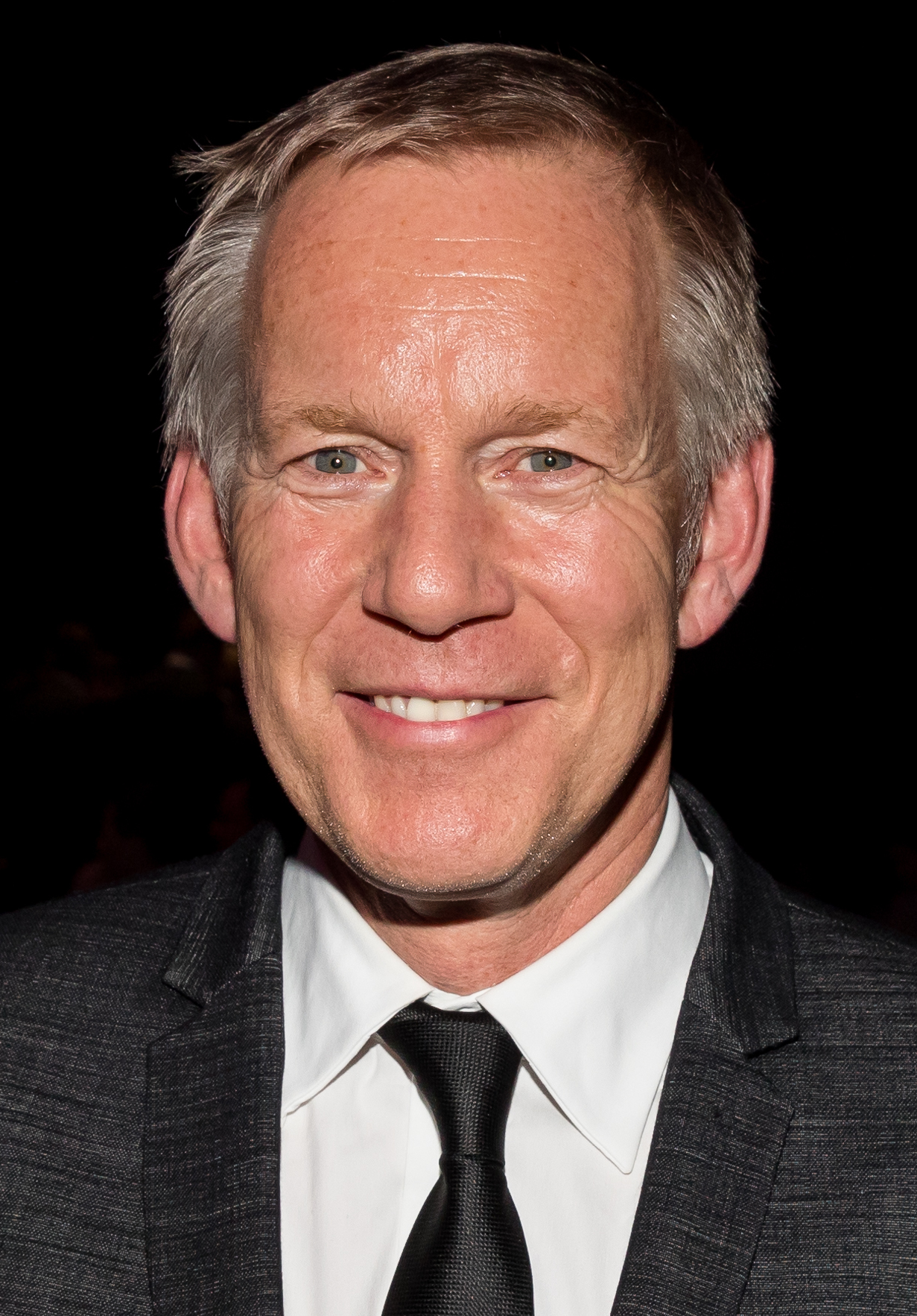
Johannes B. Kerner, 2018

Johannes Baptist Kerner (Bonn, 9 december 1964) is een Duitse televisiepresentator.
Kerner presenteerde van 1997 tot 2006 het sportprogramma das aktuelle Sportstudio. Hij is een boegbeeld en anchor man van het tweede Duitse televisienet, ZDF. Vanaf 1998 heeft hij bij deze zender een eigen praatprogramma, dat Johannes B. Kerner heet. Deze show wordt sinds 2002 vier avonden per week (dinsdag t/m vrijdag) uitgezonden. De uitzending op vrijdagavond was sinds januari 2005 geen regulier praatprogramma, maar een kookshow onder de naam Kerner kocht (ook wel Kochen bei Kerner genoemd). In dit programma bereidden 5 topkoks, waaronder de in de Duitse media bekende Oostenrijker Johann Lafer, binnen de zendtijd van 50 minuten ieder een gang van een menu. Op 31 mei 2008 heeft Kerner de presentatie van de vrijdagse kookshow overgedragen aan Markus Lanz.
Kerner kreeg onderscheidingen en prijzen voor zijn televisiewerk, waaronder de Goldene Kamera en de Deutsche Fernsehpreis. Ook is hij drager van de Orde van Verdienste van de Bondsrepubliek Duitsland.
Hij woont in Hamburg en is getrouwd met voormalig hockey-international Britta Becker.